# موزه ملی صربستان
موزه ملی صربستان (به صربی: Народни музеј Србије, Narodni Muzej Srbije) بزرگترین و قدیمی‌ترین موزه در صربستان، (یوگسلاوی) سابق که در ۱۰ می ۱۸۴۴ تأسیس شد. دارای بیش از ۴۰۰٬۰۰۰ از اشیاء شامل بسیاری از شاهکارهای خارجی می‌باشد. این موزه در حال حاضر به دلیل نوسازی بسته است.

## نگارخانه

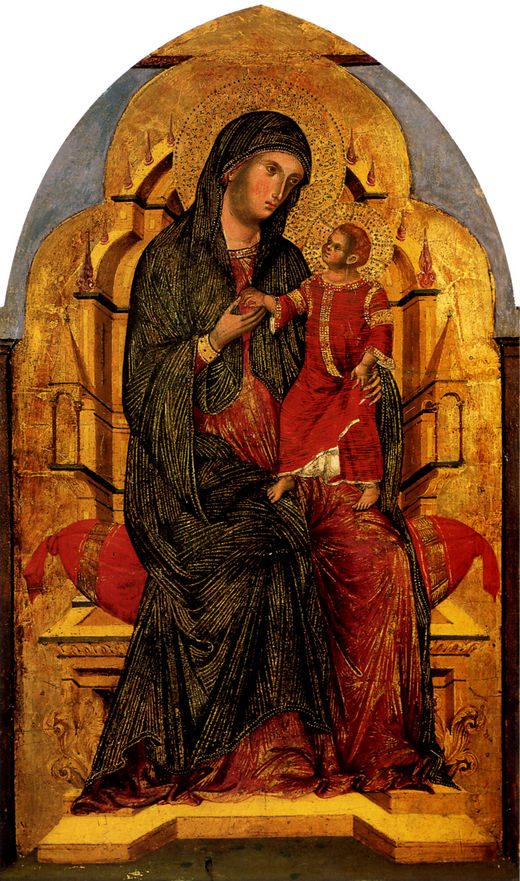
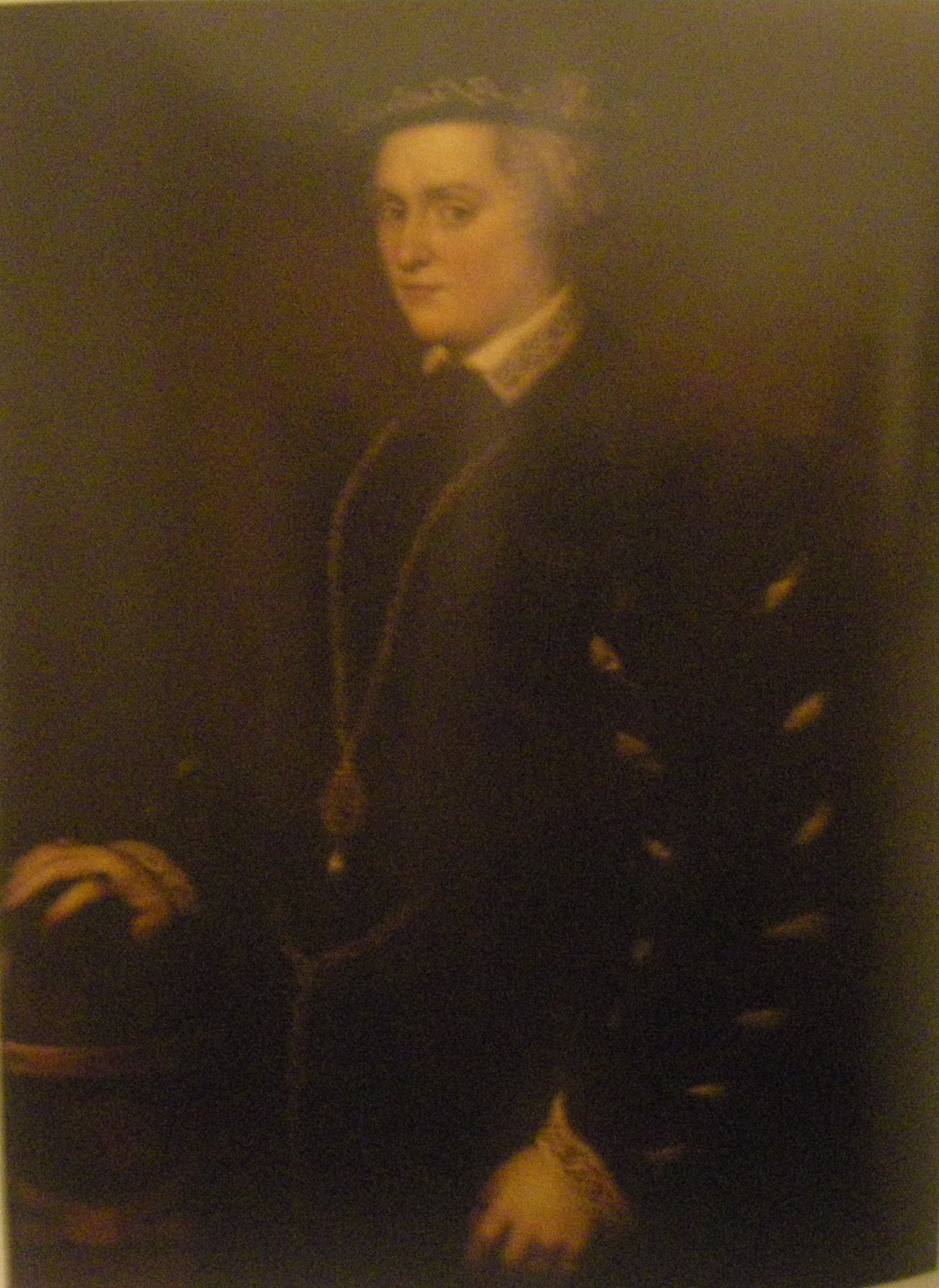
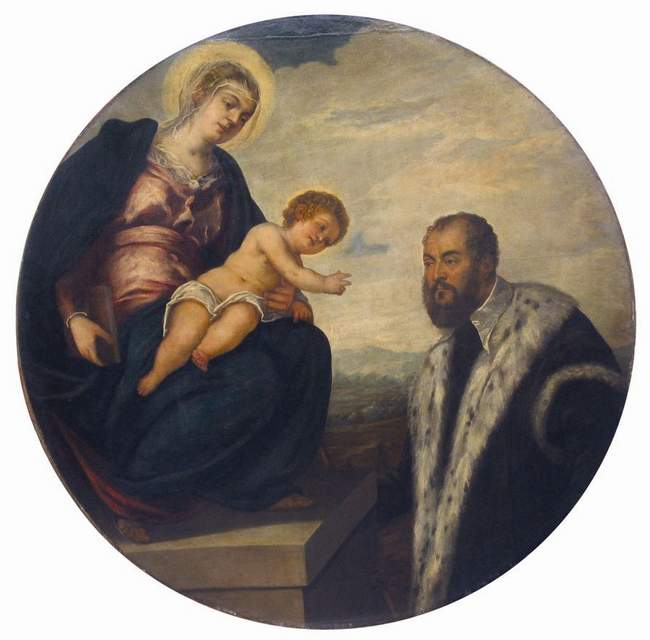
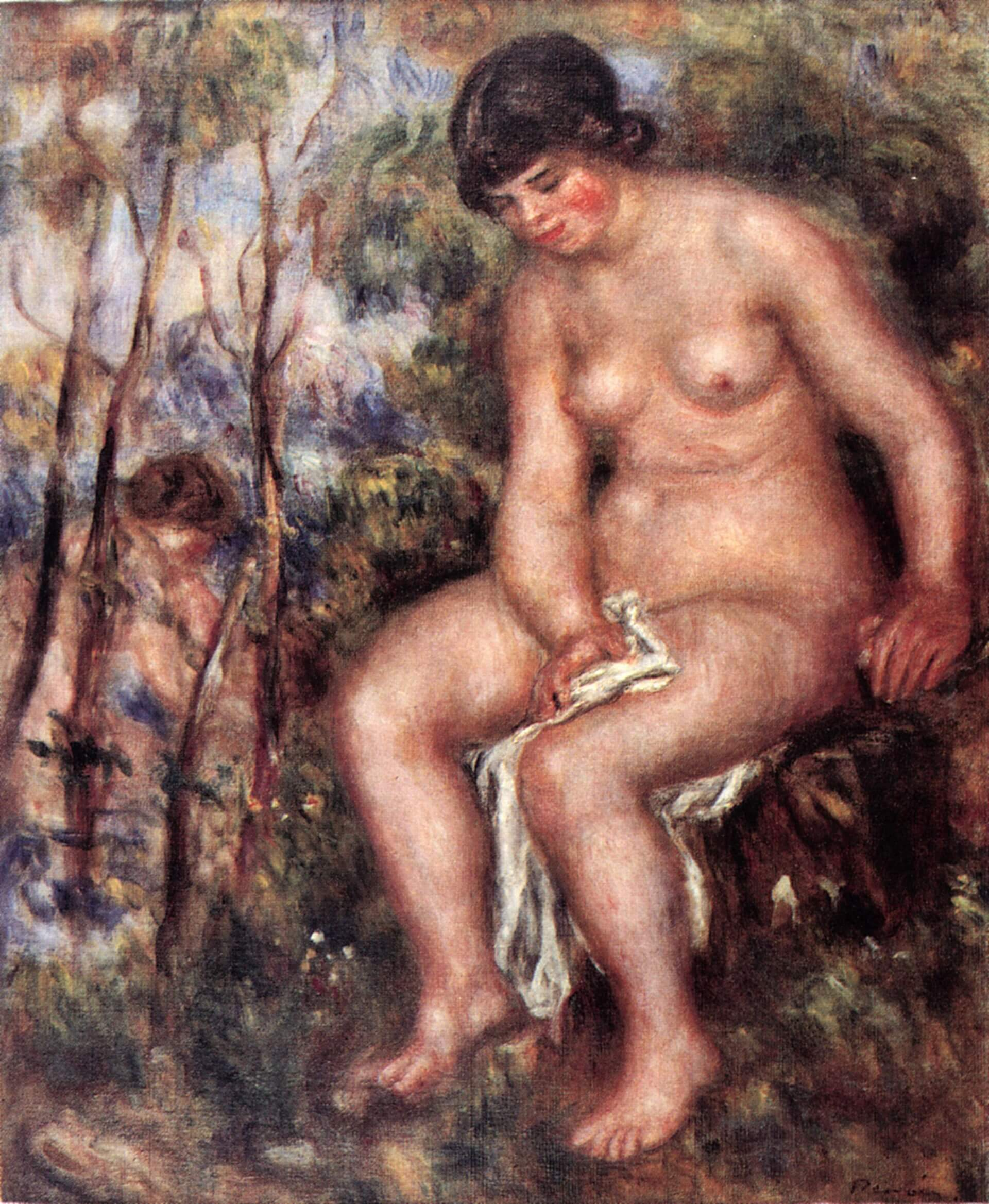
برهنه، توسط پیر آگوست رنوآر